# Castelo de Hever
Castelo de Hever (em inglês: Hever Castle) é um palácio fortificado no Kent, Inglaterra (na aldeia de Hever). Foi a sede da família Bolena. 

## História

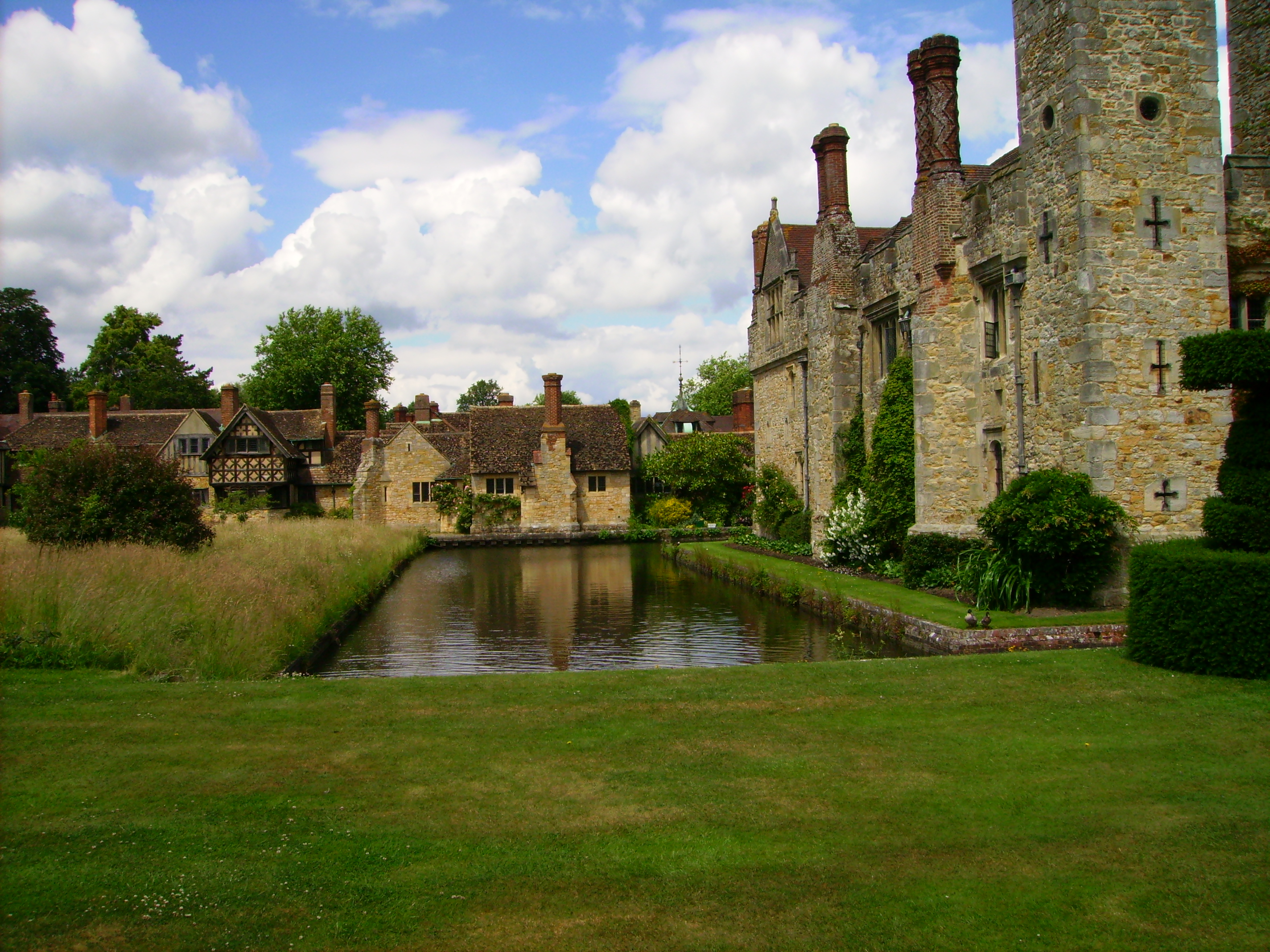
Castelo e cottages.

Originalmente era uma casa de quinta construída no século III e convertida numa mansão em 1462 por Geoffrey Bolena, que serviu como "Lord Mayor" de Londres. O resto da construção de madeira ainda se pode ver entre as paredes de pedra da fortificação.  Algum tempo depois, em 1505, a família Bolena mudou-se para Hever vinda de Blickling Hall, com Ana Bolena (e os seus irmãos, Maria Bolena e George Bolena). Apesar de Ana provavelmente não ter nascido aqui, foi neste palácio que cresceu durante algum tempo até viajar para os Países Baixos e depois para a Corte de França para ser educada entre 1513 e 1521. Depois disso Ana casou com o Rei Henrique VIII de Inglaterra, vindo a ser executada, juntamente com o seu irmão George, em 1536. O pai, Thomas Bolena, faleceu em 1539, e a propriedade passou, então, para a posse de Henrique  VIII, que a concedeu a Ana de Cleves quando se divorciou dela, em 1540. No entanto, Ana de Cleves passou, provavelmente, pouco tempo aqui.
Posteriormente, o edifício passou por vários donos, incluindo a família Waldegrave, em 1557, e a família Meade Waldo, entre 1749 e 1903. Durante este último período o castelo teve poucas obras de manutenção tendo sido danificado por vários arrendatários privados, até que foi adquirido e completamente restaurado pelo milionário norte-americano William Waldorf Astor, que o usou como residência de família. A propriedade é agora um centro de conferências, mas o castelo está aberto ao público e é particularmente bem conhecido pelos seus labirintos. A única parte original de Hever é a magnífica portaria. No castelo existem também vários instrumentos de tortura. 
Existe um labirinto de teixos, plantado em 1904, tal como uma adição mais recente, o labirinto de água, inaugurado em 1987.
O jardim é extenso e da mais alta qualidade, com uma larga variedade de estruturas, incluindo um jardim italianizado, roseirais e lago.

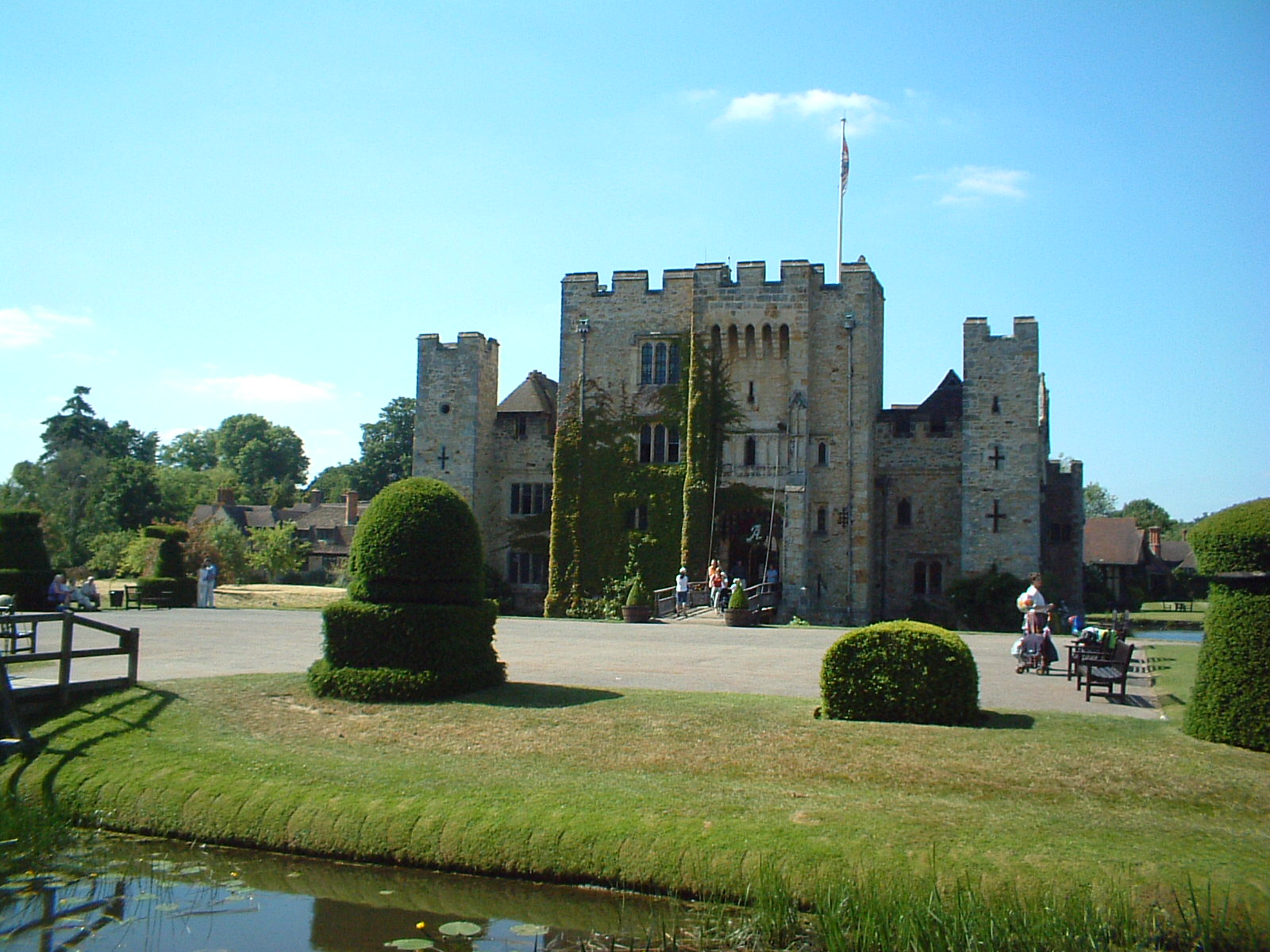
Fachada do castelo
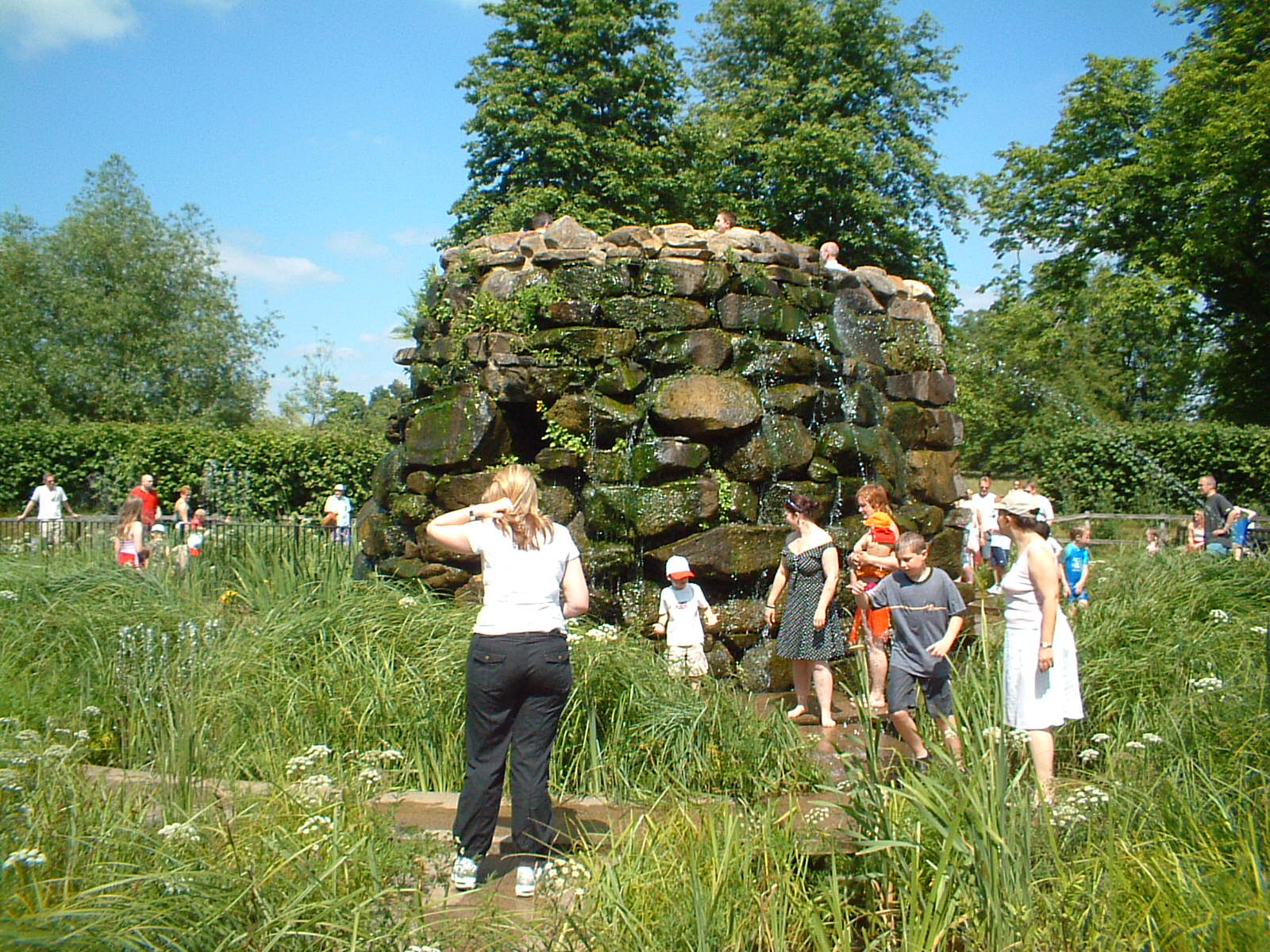
Labirinto de água do castelo
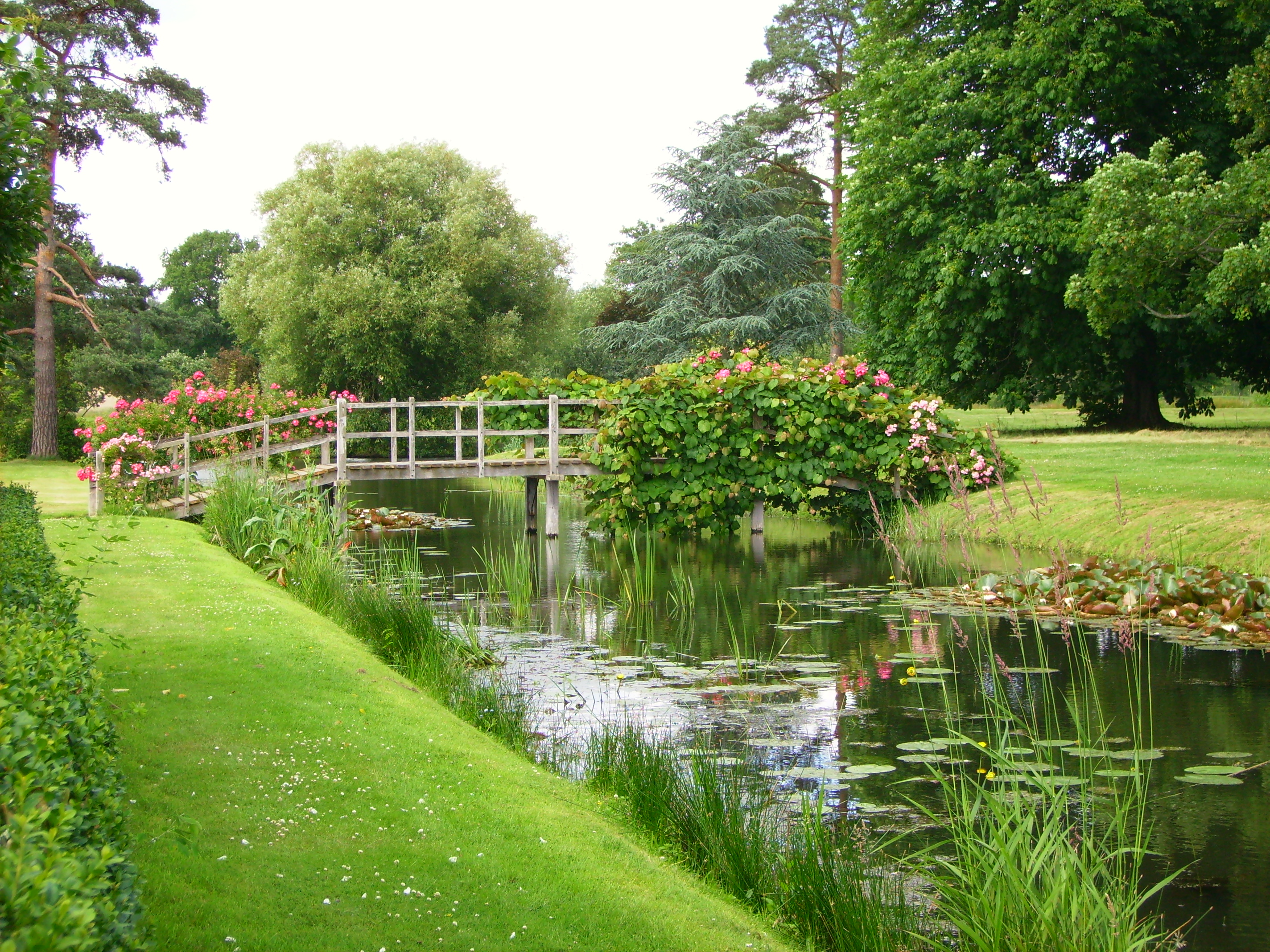
Ponte sobre o lago
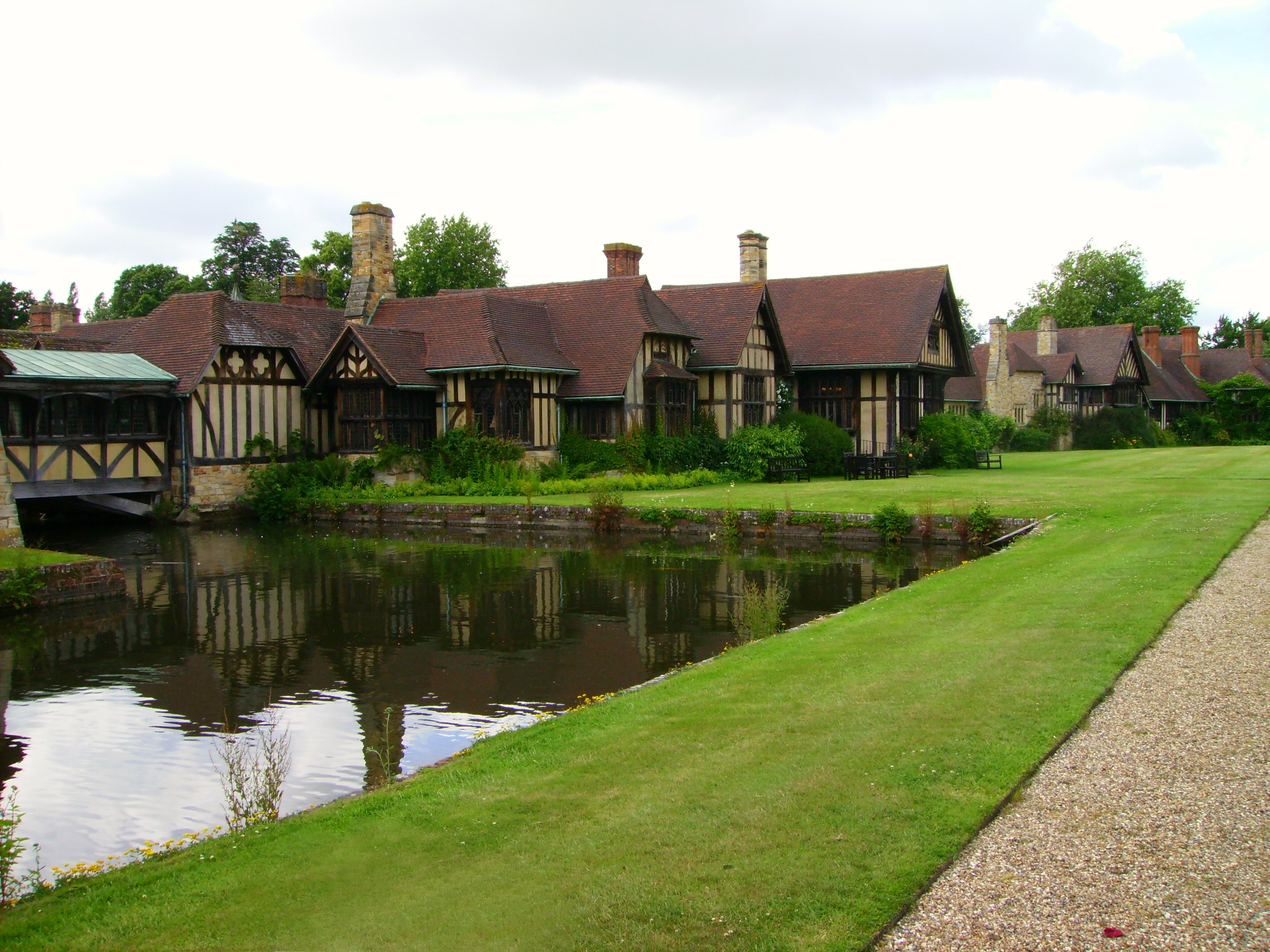
Cottages
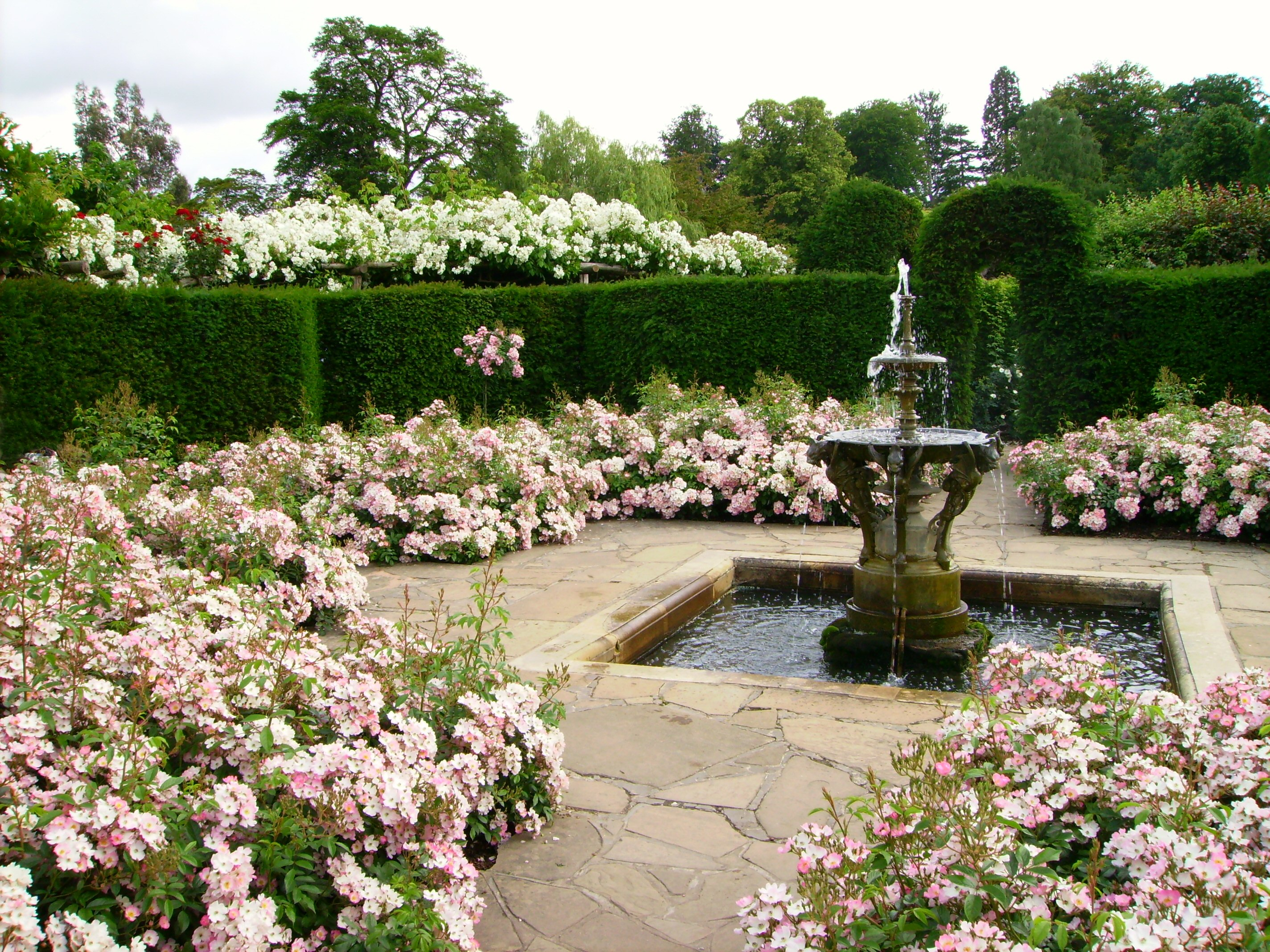
Um dos pequenos roseirais